# 신안군공영버스
- 신안군이 직접 운영하는 공영버스로, 신안여객의 2개 노선을 제외한 모든 신안군 농어촌버스를 운행한다.
- 2007년 임자면 임자여객의 버스와 노선을 인수하여 임자도 공영버스의 운행을 시작하였다.